# Samuel Bischoff
Samuel Bischoff (Hartford, 11 d'agost de 1890 - Hollywood, 21 de maig de 1975 va ser un productor de cinema estatunidenc, responsable de més de 400 llargmetratges, comèdies de dos rodets i serials entre 1922 i 1964.
Nascut en una família jueva a Hartford, Connecticut, Bischoff es va graduar a la Universitat de Boston. Posteriorment va marxar a Hollywood, on va començar la seva carrera el 1922 produint curts de comèdia com Mixed Nuts (1922) de Stan Laurel.
Va ser el cap de Samuel Bischoff Productions, una productora de baix pressupost a la dècada de 1930. Va cridar l'atenció del cap de Columbia Pictures, Harry Cohn, que el va contractar per supervisar les produccions de llargmetratges de l'estudi. El 1932 es va traslladar a la Warner Bros. i quan Hal B. Wallis es va convertir en cap de producció, després que Darryl F. Zanuck marxés el 1933, Bischoff i Henry Blanke van ser els principals productors de l'estudi. Va tornar a Columbia el 1941.
També va ser el president de Moroccan Pictures Inc. el 1948, produint la pel·lícula de George Raft Outpost in Morocco (1948). El 1950 es va convertir en cap de producció a RKO en substitució de Sid Rogell, però no es va quedar gaire temps.
Va tornar a la Warners Bros i el 1953, era un dels tres últims productors que quedaven, juntament amb Blanke i David Weisbart. La seva darrera pel·lícula va ser The Strangler el 1964.
Bischoff va morir el 1975, a Hollywood, Califòrnia, d'una debilitat general als 84 anys.

## Filmografia
- Mixed Nuts (1922) (curt)
- Try and Get It (1924)
- Racing Luck (1924)
- The Live Agent (1925) (curt)
- Assorted Nuts (1925) (curt)
- Play Ball (II) (1925) (curt)
- Spooky Spooks (1925) (curt)
- Account of Monte Cristo (1925) (curt)
- Hollywouldn't (1925) (curt)
- Roomers Afloat (1925) (curt)
- Taming of the Shrewd (1925) (curt)
- Starvation Hunters (1925) (curt)
- Service (1925) (curt)
- Cured Hams (1925) (curt)
- Rain and Shine (1926) (curt)
- Last of the Mohegians (1926) (curt)
- Alibi's Forty Thieves (1926) (curt)
- Defective Detectives (1926) (curt)
- The Silent Flyer (1926)
- The Gypsy Romance (1926)
- Fangs of Justice (1926)
- Catch-As-Catch-Can (1927)
- When Danger Calls (1927)
- The Snarl of Hate (1927)
- Where Trails Begin (1927)
- The Girl from Rio (1927)
- Code of the Air (1928)
- Homicide Squad (1931)
- Graft (1931)
- Lasca of the Rio Grande (1931)
- X Marks the Spot (1931)
- Hotel Continental (1932)
- Lena Rivers (1932)
- Strangers of the Evening (1932)
- The Rich Are Always with Us (1932)
- The Dark Horse (1932)
- Dynamite Ranch (1932)
- The Last Mile (1932)
- Come On, Tarzan (1932)
- Between Fighting Men (1932)
- Three on a Match (1932)
- Tombstone Canyon (1932)
- Drum Taps (1933)
- Phantom Thunderbolt (1933)
- Fargo Express (1933)
- The Lone Avenger (1933)
- A Study in Scarlet (1933)
- Enemies of Society (1933)
- Deluge (1933)
- From Headquarters (1933)
- Fargo Express (1933)
- The Big Shakedown (1934)
- Bedside (1934)
- Heat Lightning (1934)
- Registered Nurse (1934)
- Return of the Terror (1934)
- Side Streets (1934)
- Friends of Mr. Sweeney (1934)
- I Sell Anything (1934)
- The St. Louis Kid (1934)
- Babbitt (1934)
- Murder in the Clouds (1934)
- Sweet Music (1935)
- A Night at the Ritz (1935)
- Traveling Saleslady (1935)
- Go Into Your Dance (1935)
- Going Highbrow (1935)
- Don't Bet on Blondes (1935)
- Broadway Gondolier (1935)
- The Irish in Us (1935)
- Little Big Shot (1935)
- Special Agent (1935)
- Stars Over Broadway (1935)
- Frisco Kid (1935)
- Front Page Woman (1935)
- Boulder Dam (1936)
- The Golden Arrow (1936)
- Public Enemy's Wife (1936)
- Earthworm Tractors (1936)
- China Clipper (1936)
- The Charge of the Light Brigade (1936)
- Sing Me a Love Song (1936)
- Ready, Willing and Able (1937)
- The Go Getter (1937)
- Kid Galahad (1937)
- Slim (1937)
- San Quentin (1937)
- Back in Circulation (1937)
- Hollywood Hotel (1937)
- Swing Your Lady (1938)
- Gold Is Where You Find It (1938)
- A Slight Case of Murder (1938)
- Gold Diggers in Paris (1938)
- Racket Busters (1938)
- Boy Meets Girl (1938)
- Hard to Get (1938)
- Angels with Dirty Faces (1938)
- The Oklahoma Kid (1939)
- You Can't Get Away with Murder (1939)
- The Kid from Kokomo (1939)
- Naughty But Nice (1939)
- Els turbulents anys vint (The Roaring Twenties) (1939)
- A Child Is Born (1939)
- Castle on the Hudson (1940)
- Three Cheers for the Irish (1940)
- Escape to Glory (1940)
- They Dare Not Love (1941)
- You'll Never Get Rich (1941)
- Texas (1941)
- Three Girls About Town (1941)
- Two Yanks in Trinidad (1942)
- A Night to Remember (1942)
- Appointment in Berlin (1943)
- Dangerous Blondes (1943)
- There's Something About a Soldier (1943)
- None Shall Escape (1944)
- Carolina Blues (1944)
- Les mil i una nits (A Thousand and One Nights) (1945)
- Mr. District Attorney (1947)
- The Corpse Came C.O.D. (1947)
- Intrigue (1947)
- Pitfall (1948)
- Outpost in Morocco (1949)
- Mrs. Mike (1949)
- Carregament tancat (Sealed Cargo) (1951)
- Best of the Badmen (1951)
- Macao (1952)
- The Las Vegas Story (1952)
- The Half-Breed (1952)
- The System (1953)
- South Sea Woman (1953)
- The Bounty Hunter (1954)
- For the Defense (1954)
- A Bullet for Joey (1955)
- The Phenix City Story (1955)
- Celebrity Playhouse (Sèrie de TV - 1 Episodi)
  - For the Defense (1955)
- Screaming Eagles (1956)
- Casey Jones (Sèrie de TV - 2 Episodis) 
  - Girl in the Cab (1957)
  - Dangerous Hours (1958)
- Operation Eichmann (1961)
- King of the Roaring 20's: The Story of Arnold Rothstein (1961)
- The Strangler (1964)